# Logelheim

Logelheim este o comună în departamentul Haut-Rhin din estul Franței. În 2009 avea o populație de 833 de locuitori.

## Evoluția populației
| An        | 1975 | 1982 | 1990 | 1999 | 2006 | 2009 |
| --------- | ---- | ---- | ---- | ---- | ---- | ---- |
| Populație | 385  | 395  | 406  | 585  | 802  | 833  |